# Sebaa Chioukh
Sebaa Chioukh là một đô thị thuộc tỉnh Tlemcen, Algérie. Dân số thời điểm năm 2002 là 4.259 người.